# Prevacina
Prevacina, in passato Prebacina o Pervacina (in sloveno Prvačina; in friulano Prevacine) è un paese della Slovenia, frazione del comune di Nova Gorica e sede di una delle 19 comunità locali che lo compongono.
La località è situata a 8,7 km dal confine italiano lungo la sponda destra del Fiume Vipacco.

Nell'insediamento (naselje) sono inoltre presenti gli agglomerati di: Struga e Lažnjiva Pot.

## Storia
Sotto il dominio asburgico Prebacina fu comune catastale autonomo, comprendendo anche la località di Polle (oggi Dombrava, nel comune di Ranziano-Voghersca). In seguito Prebacina venne aggregata al comune di Dornberg, per poi ricostituire un comune autonomo alla fine del XIX secolo. In quest'epoca era nota con i toponimi italiani di Prebacina o Pervacina e con quello sloveno di Prvačina. Dal punto di vista amministrativo la località faceva parte della Contea di Gorizia e Gradisca e dal 1849 del Litorale austriaco. 
Nel 1920 in seguito alla prima guerra mondiale e al Trattato di Rapallo, la località assieme al resto della regione venne annessa al Regno d'Italia, venendo inquadrata dapprima nel Circondario di Gorizia della provincia del Friuli e poi dal 1927 nella provincia di Gorizia. Pervacina (che nel 1923 venne ridenominata Prevacina) rimase comune autonomo fino al 1928 quando il comune fu soppresso e aggregato a Montespino (la vecchia Dornberg). Dopo la seconda guerra mondiale e il Trattato di Parigi la località passò alla Jugoslavia e quindi nel 1991 alla Slovenia.

## Alture principali
Kamno čelo, 193 m.

## Corsi d'acqua
Fiume Vipacco; torrente Vogršček.